# Decyfer Down
Decyfer Down es una banda de rock cristiano formada en 1999 y con sede en Morehead City, Carolina del Norte. Hasta el año 2002 - el año en que Cristóbal Clonts unió a la banda - que fue por el apodo Allysonhymn (traducido "Todos los ojos en Él" -All eyes on Him-). Tras la llegada Clonts 'que cambiaron al nombre actual, Decyfer Down. Decyfer Down está formada por cristianos, pero la banda es conocida por su éxito comercial después de haber realizado giras con grupos como Puddle of Mudd, Breaking Benjamin, y Theory of a Deadman. También han realizado giras con bandas de rock cristianas como Skillet y RED.

## Biografía
Decyfer Down fue formado originalmente en 1999 como Allysonhymn por el guitarrista y el batería Brandon Mills Josh Oliver. Anteriormente un equipo acústico, el grupo finalmente cambió a una más orientado al rock de sonido. Hermano Josh Oliver Caleb más tarde se unió a la banda como bajista, seguido en 2002 por el guitarrista Christopher Clonts, hijo del retirado West Carteret High School maestro de educación especial y pista y campo entrenador, Jerry Clonts. Está casado con Clonts Meghan y tiene un hijo, Hayden. Su llegada dio a la banda "un sonido nuevo y fin
La banda ha compartido escenario con bandas como Pillar, Thousand Foot Krutch, Day of Fire, The Showdown, Skillet, Disciple, Hawk Nelson, The Letter Black y muchos más En 2008, Caleb, apareció con Skillet en su "Comatose Comes Alive" tour. El tocó el bajo en la canción "Those Nights".

### End of Grey
Un contrato de grabación con los expedientes de INO llevó a álbum debut de la banda, End of Grey, que fue lanzado el 6 de junio de 2006. El álbum tuvo cinco sencillos: "Fight Like This", "Break Free", "Burn Back the Sun", "No Longer" y "Life Again" todo lo cual alcanzó el número 1 en las listas de rock cristianas. El álbum alcanzó el número 43 en el Billboard Top cristiano. "Fight Like This" fue presentado en UFC promo que salió al aire el 7 de septiembre de 2007 por doce horas en la primera página de YouTube.

### Crash
El 7 de julio de 2008 Decyfer Down lanzado el primer sencillo de su próximo álbum, Crash a la radio. Crash llegó a su máximo en la posición número 1 en las listas de rock cristiano y N º 20 en el extremo de las cartas ChristianRock.net años
La canción también fue utilizada para promover la Jeff Hardy vs Matt Hardy coincide en WrestleMania XXV. En apoyo de su próximo álbum, la banda lanzó un EP de tres canciones a iTunes en 30 de septiembre. El EP contiene Crash, así como otras dos canciones nuevas tituladas "Best I Can" y "Now I'm Alive".
La banda anunció en agosto de 2008, ese original cantante / bajista Caleb Oliver (hermano del baterista Josh) había dejado la banda para hacer frente a algunos problemas personales / familiares. T.J. Harris antes de la Fighting Instinct se unió unos meses más tarde. El 3 de febrero, el segundo sencillo "Fading" fue lanzado. Fading llegó al número 1 en las listas de rock cristiano, por lo que es su segundo N º 1 sencillo de su nuevo álbum y sexto sencillo consecutivo N.º 1. Es su primer estudio de grabación funcionario público TJ Harris. El 17 de febrero, la banda lanzó un EP actualizado con las voces de TJ, que contenía la canción Crash, "Fading", y "Moving On".
El 5 de mayo de 2009 Decyfer Down segundo álbum de estudio, Crash fue lanzado. No debutó en el puesto número 66 en el Billboard 200 en su primera semana, vendiendo cerca de 9.000 copias. Se mantuvo en el Billboard 200 durante tres semanas, bajando a 128 y luego al N º 181 antes de caer fuera de la tabla. http://www.billboard.com/ El baterista Josh Oliver declaró en una entrevista en julio que el registro había vendido más de 30.000 copias en 3 meses.
El 3 de diciembre de 2009 se anunció en su sitio oficial que Crash había sido nominado para un Grammy al Mejor álbum de Rock o Rap Gospel del año. Decyfer Down no ganó el Grammy en 2009 (el premio fue para Third Day), pero de ser nominado fue un gran éxito para la banda

### Tercer álbum de estudio
En marzo de 2010, la banda anunció que había comenzado a escribir para un álbum de tercero. En septiembre de 2010, la banda publicó un video de ellos en el estudio, trabajando en una nueva canción. La nueva canción sin título, pero sonaba más pesado que el sonido de Crash y más al estilo de End of Grey. Se ha confirmado que su tercer disco de estudio saldrá a la venta a finales de 2012 o principios de 2013. En marzo de 2012, la banda entró al estudio para grabar el álbum. El álbum será lanzado en algún momento de la primavera / verano 2013.

## Miembros
- TJ Harris - Voz principal, guitarra acústica (2008-presente).
- Chris Clonts - Guitarra líder (2002-presente).
- Brandon Mills - Guitarra, coros (1999-presente).
- Josh Oliver - Batería, percusión (1999-presente).

### Miembros de gira
- Glenn Hartzog - Bajo (Gira por algunos viajes durante el tramo de 2008-2009).

### Miembros antiguos
- Caleb Oliver - Voz principal, bajo (1999-2008) (bajo grabado para la mayoría del álbum Crash).

## Discografía

### Álbumes de estudio
| 2006                                   | End of Grey | SRE Recordings/INO Records, Columbia Records | —  | —  | — | 43 |
| 2009                                   | Crash       | INO Records, Columbia Records                | 66 | 21 | 9 | 3  |
| "—" denota que no entró en las listas. |             |                                              |    |    |   |    |

### EP
| Año  | Álbum              | Discográfica  | Notas                                            |
| ---- | ------------------ | ------------- | ------------------------------------------------ |
| 2005 | Decyfer            | Independiente | Lanzado cuando el grupo se llamaba Decyfer.      |
| 2008 | Crash Digital - EP | INO Records   | Contiene 3 canciones con la voz de Caleb Oliver. |
| 2009 | Crash - EP         | INO Records   | EP actualizado con la voz de TJ Harris.          |

### Recopilaciones
| Año  | Álbum                          | Discográfica | Contribución         |
| ---- | ------------------------------ | ------------ | -------------------- |
| 2006 | ConGRADulations! Class of 2006 | interlinc    | I'll Breathe For You |

### Sencillos
| Año  | Título              | Álbum       |
| ---- | ------------------- | ----------- |
| 2006 | "Fight Like This"   | End of Grey |
| 2006 | "Burn Back the Sun" | End of Grey |
| 2007 | "No Longer"         | End of Grey |
| 2007 | "Life Again"        | End of Grey |
| 2008 | "Crash"             | Crash       |
| 2009 | "Fading"            | Crash       |
| 2009 | "Desperate"         | Crash       |
| 2009 | "Best I Can"        | Crash       |
| 2010 | "Moving On"         | Crash       |
| 2010 | "Ride with Me"      | Crash       |